# Stjärnalger
Stjärnalger (Micrasterias) är ett släkte grönalger som har fått sitt namn utifrån utseendet; liten stjärna.